# Carlos Lleras Restrepo
Carlos Alberto Lleras Restrepo (Bogotà, 12 aprile 1908 – Bogotà, 27 settembre 1994) è stato un politico colombiano.
È stato Presidente della Colombia dall'agosto 1966 all'agosto 1970, come rappresentante del Partito Liberale Colombiano. 
Nel corso della sua carriera politica fu per tre volte Ministro della finanza e degli affari pubblici, dall'agosto 1938 al marzo 1941, dall'agosto 1941 all'agosto 1942 e dall'ottobre 1943 al marzo 1944; le prime due volte sotto la presidenza di Eduardo Santos Montejo e la terza sotto quella di Alfonso López Pumarejo.